# 東端村
東端村（ひがしばたむら）は、愛知県碧海郡にあった村。現在の安城市、碧南市の一部にあたる。

## 地理
長田川の下流、浸食谷沿いの台地先端に位置していた。

## 歴史
- 1889年（明治22年）10月1日、町村制の施行により、碧海郡東端村が単独で村制施行し、東端村が発足[1][2]。大字は編成せず[2]。
- 1906年（明治39年）5月1日、碧海郡和泉村、城ヶ入村、西端村、根崎村、米津村、榎前村（一部）と合併し、淵辺村を新設して廃止された[1][2]。同月7日、淵辺村は明治村に改称。明治村東端となる[2]。

### 地名の由来
川を挟んで東側を東端、西を西端と称したことによる。

## 産業
- 農業[2]